# Synagoge (Gerresheim)

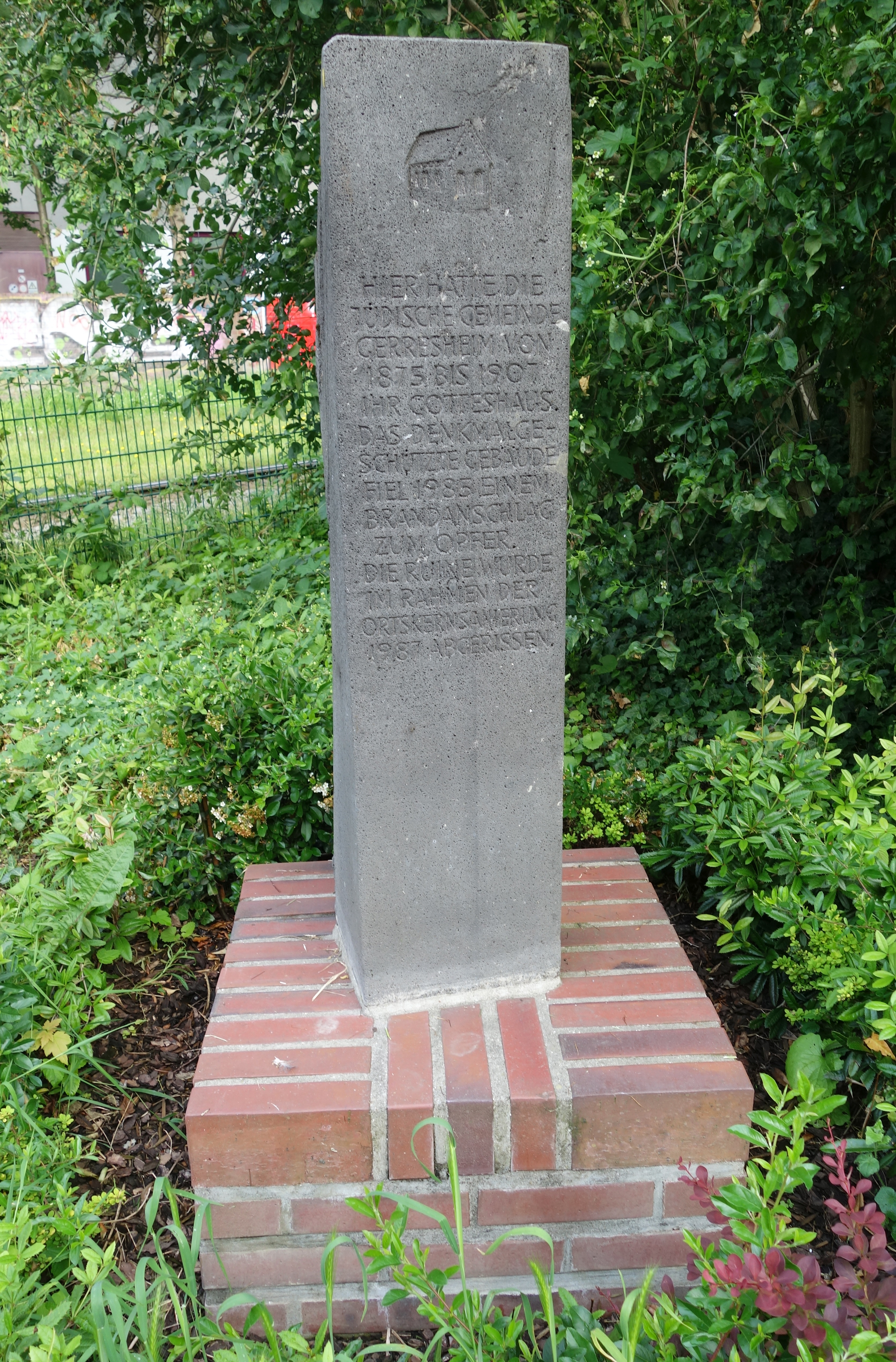
Gedenkstele

Die Synagoge in Gerresheim, einem Stadtteil von Düsseldorf in Nordrhein-Westfalen, wurde 1875 fertiggestellt, sie stand Am Wallgraben.
Mit Hilfe einer kostenlosen Überlassung eines kommunalen Grundstücks konnte die Synagoge errichtet und im Jahr 1875 eingeweiht werden. Da die meisten jüdischen Gemeindemitglieder zwischen 1900 und 1910 nach Düsseldorf weggezogen waren, wurde das Synagogengebäude 1917 an einen Privatmann verkauft.
Im Februar 1984 brannte das Gebäude nach einem antisemitisch motivierten Anschlag nieder. Die Ruine wurde wenig später abgerissen.

## Gedenken
Heute erinnert eine steinerne Stele an die ehemalige Synagoge. Die Inschrift lautet: „Hier hatte die jüdische Gemeinde Gerresheim von 1875 bis 1907 ihr Gotteshaus. Das denkmalgeschützte Gebäude fiel 1985 einem Brandanschlag zum Opfer. Die Ruine wurde im Rahmen der Ortskernsanierung 1987 abgerissen“.